# Cristianismo en Japón

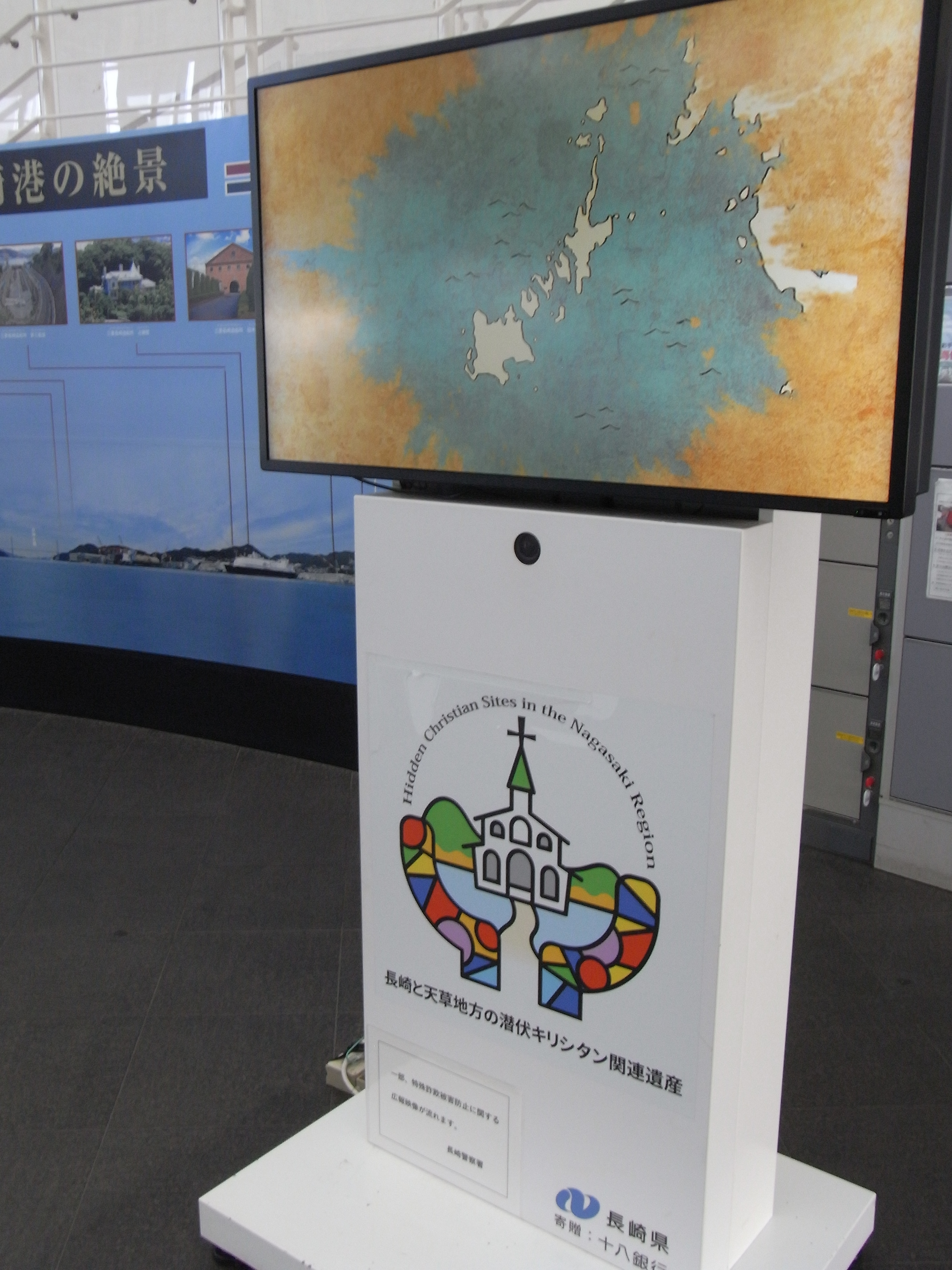
Señalización digital informativa relacionada con el patrimonio de los cristianos ocultos en las regiones de Nagasaki y Amakusa

El cristianismo en Japón posee una historia rica y compleja que se inicia en el siglo XVI con la llegada de misioneros europeos, quienes promovieron un crecimiento inicial significativo de la fe cristiana. No obstante, pronto surgieron resistencias y persecuciones que influyeron profundamente en su desarrollo durante los siglos posteriores. A pesar de su carácter minoritario en un país donde predominan el sintoísmo y el budismo, el cristianismo ha dejado una huella en ámbitos como la cultura, la educación y la política japonesa. Para el año 2021, se estimaba que aproximadamente el 1.1 % de la población japonesa, es decir, cerca de 1.05 millones de personas, profesaban el cristianismo, en contraste con el sintoísmo y el budismo, que abarcan alrededor del 84 % de las prácticas religiosas en el país.
El cristianismo ha persistido y evolucionado en la era moderna, experimentando un resurgimiento del interés especialmente después de la Segunda Guerra Mundial, siendo representado principalmente por las denominaciones católica, protestante y ortodoxa, con una mayor población de protestantes. En Japón, el cristianismo ha seguido un camino lleno de altibajos desde su llegada en el siglo XVI, influenciando de manera notable la cultura, la educación y la sociedad, aunque su presencia ha estado marcada tanto por periodos de aceptación como de severas persecuciones, reflejando una constante tensión con las tradiciones religiosas dominantes. Desde sus inicios, esta fe ha sido vista con escepticismo y desconfianza por la población y los líderes políticos, lo cual ha producido conflictos significativos y retos en un contexto predominantemente sincrético. La sociedad japonesa, en su mayoría, practica múltiples religiones, con el sintoísmo y el budismo como creencias mayoritarias, lo que deja al cristianismo en una posición minoritaria y frecuentemente de apreciación cultural, sin un profundo arraigo espiritual. A pesar de los desafíos, existe un creciente interés por el diálogo interreligioso y una apertura hacia el cristianismo entre las nuevas generaciones, promoviendo una coexistencia pacífica entre diversas tradiciones espirituales. Esta situación se manifiesta en la modesta pero significativa influencia cultural del cristianismo en la educación, el arte y algunas festividades, aunque Japón, siendo uno de los países más seculares del mundo, mantiene un interés limitado por esta fe, lo que plantea interrogantes sobre su futuro en este contexto. La historia del cristianismo en Japón refleja, en última instancia, la resiliencia y adaptación de una fe extranjera en un entorno cultural predominantemente no cristiano.
A lo largo de los siglos, el cristianismo ha influido en diversas áreas de la vida japonesa, incluyendo la educación, la caridad y el arte, dejando una huella significativa en el desarrollo social del país mediante la fundación de escuelas y hospitales por instituciones cristianas. En el ámbito cultural, el cristianismo ha aportado elementos a festividades y tradiciones locales, como la celebración de la Navidad, que en Japón ha adquirido un carácter más secular, y las bodas al estilo occidental, populares aunque en muchos casos con un enfoque superficial. Además, el cristianismo ha favorecido el intercambio cultural entre Oriente y Occidente, contribuyendo al enriquecimiento de la educación y al fortalecimiento de las relaciones culturales. La llegada de misioneros en la era moderna y la creciente influencia de la música góspel han renovado el interés por la fe cristiana en algunos sectores, especialmente en tiempos de crisis como tras el terremoto y tsunami de 2011, cuando la participación de iglesias en iniciativas de caridad y ayuda humanitaria ofreció un testimonio positivo a la comunidad no cristiana. La presencia del cristianismo es modesta y su estudio en la educación superior japonesa es limitado, con muy pocas asignaturas dedicadas de forma exclusiva al tema. La enseñanza pública prohíbe cualquier adoctrinamiento religioso, lo que limita la visibilidad del cristianismo en el sistema educativo. En lugar de una asignatura confesional, los contenidos religiosos se integran en Ética, presentando el cristianismo como un recurso ético y filosófico, no devocional. El debate sobre la educación religiosa resurge tras eventos sociales traumáticos vinculados a nuevos movimientos religiosos, lo que puede incluir ocasionalmente al cristianismo. A pesar de la persistente marginalización, los vínculos con movimientos cristianos internacionales, como el de Hillsong, han generado nuevas oportunidades de crecimiento para la comunidad cristiana en Japón. La visita del papa Francisco en 2019 subrayó la relevancia del cristianismo en la nación y su compromiso con la promoción de la paz, especialmente en el contexto de las tragedias nucleares de Hiroshima y Nagasaki.

## Historia

### Primeros contactos

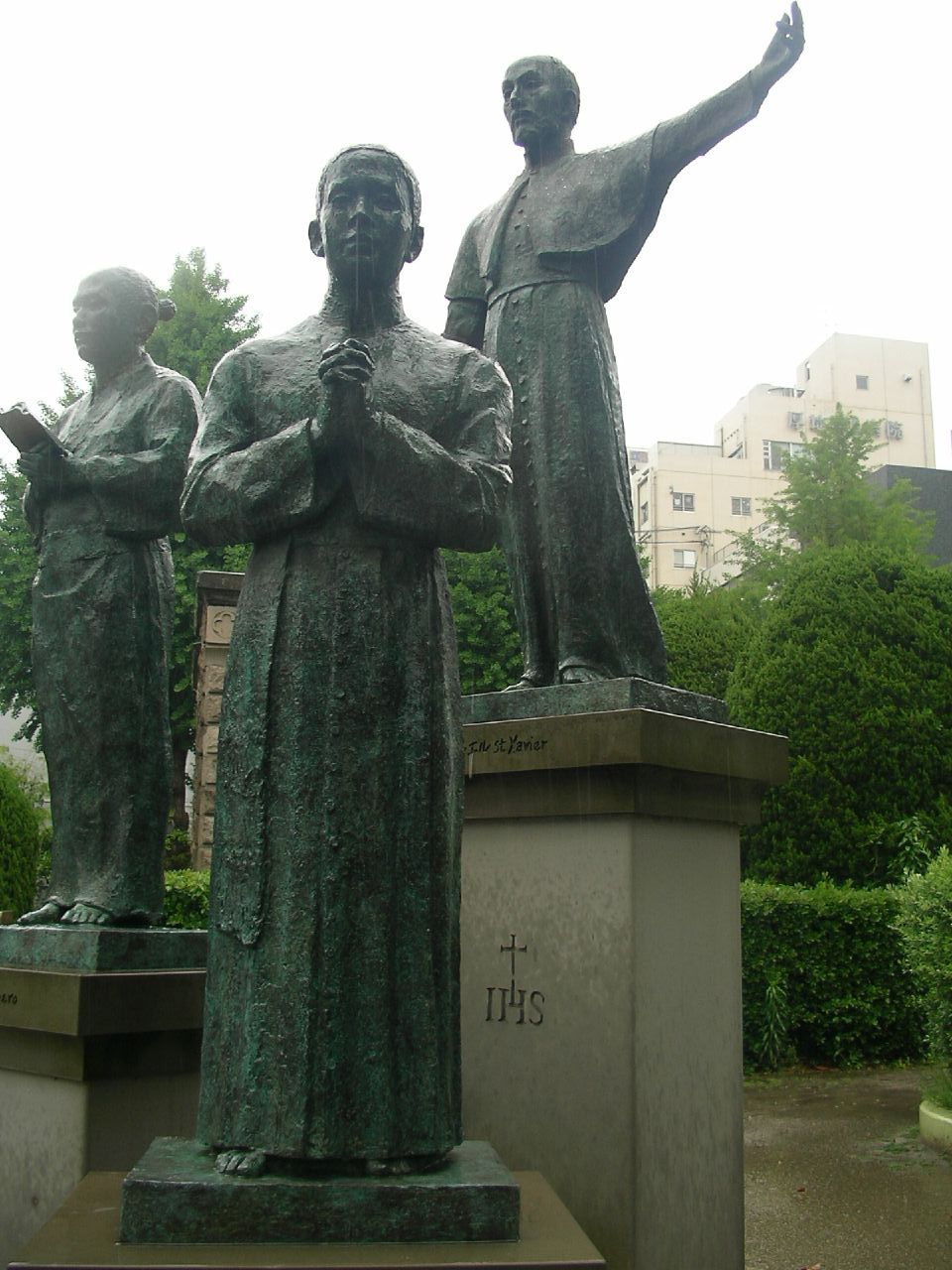
Escultura de Francisco Javier y Anjirō en el parque Javier en Kagoshima

Los primeros contactos europeos en Japón ocurrieron en 1542 con la llegada de comerciantes españoles y portugueses a Tanegashima, vinculados a la labor evangelizadora de los jesuitas, quienes introdujeron tecnologías y armas modernas y abrieron rutas comerciales y religiosas con Japón. Sin embargo, hay evidencias de la presencia de cristianismo nestoriano en Japón desde antes, lo que sugiere que esta fe pudo haber llegado por medio de comerciantes y misioneros árabes. La documentación jesuítica, difundida en Europa por el geógrafo veneciano Giovanni Battista Ramusio, configuró la imagen de un Japón potencialmente receptivo al cristianismo, aunque esta visión fue editorialmente adaptada.
El cristianismo fue introducido formalmente en Japón por el misionero jesuita Francisco Javier, uno de los fundadores de la Compañía de Jesús, quien llegó a Japón en 1549 durante el período Sengoku con Cosme de Torres y Juan Fernández como parte de una misión evangelizadora en Asia. Javier desembarcó en Satsuma (actual Kagoshima), en la isla de Kyūshū, el 15 de agosto de ese año, acompañado por Anjirō, un guía local. Desde allí, comenzó su labor evangelizadora en diversas ciudades bajo el Padroado portugués, incluyendo Hirado y Yamaguchi, antes de llegar a Kioto en 1550, logrando en poco tiempo evangelizar y bautizar a numerosos japoneses. Además, trajo consigo obras de arte religioso, rosarios y crucifijos para establecer iglesias y buscó aprender el idioma japonés y traducir textos cristianos para facilitar la catequesis. A pesar de las barreras lingüísticas y culturales, Javier atrajo a muchos japoneses interesados bautizarse. No obstante, también enfrentó resistencia de sacerdotes budistas, lo cual resultó en su expulsión en 1550. Sin embargo, fue recibido por el líder local Shimazu Takahisa, quien le otorgó permiso para predicar el cristianismo, permitiéndole establecer la primera comunidad cristiana en Hirado y obtener la autorización del emperador Go-Nara para expandir su labor evangelizadora. Javier y sus compañeros lograron convertir a varios líderes locales, entre ellos uno llamado Kimura, quien se convirtió en un miembro destacado de la comunidad cristiana y fue bautizado junto a su familia. Su intención era establecer alianzas con los daimios locales, señores feudales de la época, para obtener permiso para predicar en todo Japón; sin embargo, su misión se vio limitada por los conflictos bélicos que caracterizaban el período Sengoku.

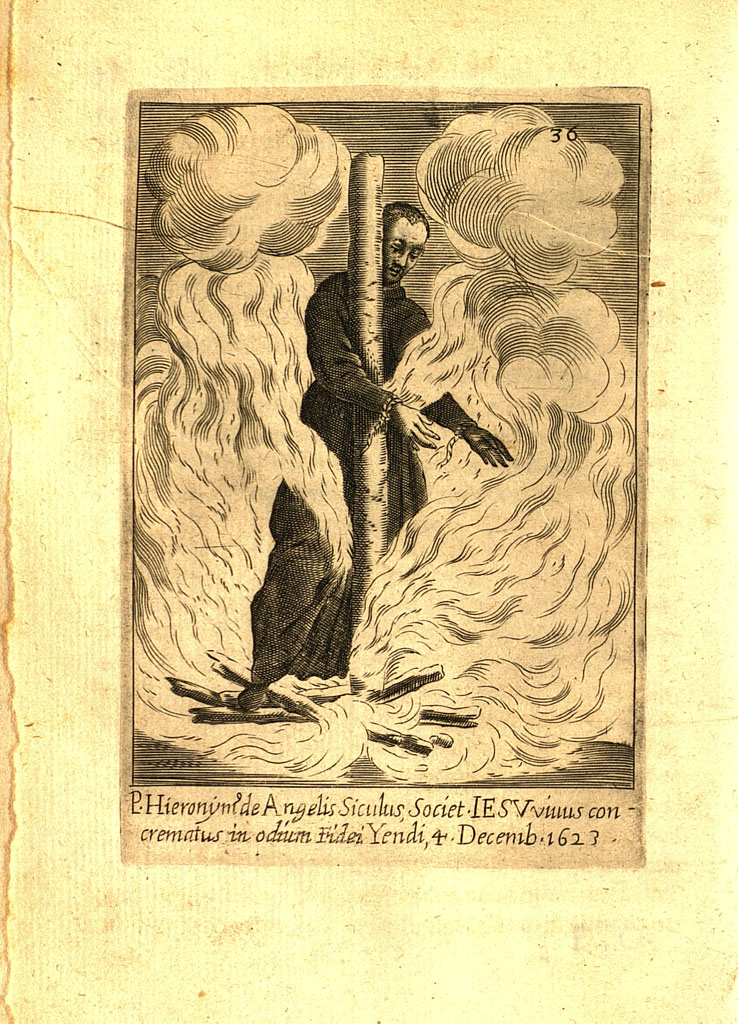
Ilustración de 1650 sobre el martirio de Jerónimo de Angelis

El misionerio jesuita italiano Jerónimo de Angelis llegó en 1602 y trabajó en Fushimi-ku y Sunpu (actual Shizuoka). Entre 1618 y 1621 exploró Hokkaidō, siendo el primer europeo en describir la región y al pueblo ainu.
En sus primeros años, el cristianismo encontró un ambiente receptivo en Japón, donde se construyeron numerosas iglesias y misiones, especialmente en regiones como Nagasaki y Kioto, y se establecieron comunidades católicas. Este periodo inicial se caracterizó por una rápida aceptación de la fe, estimándose que alrededor del 10 % de la población se convirtió al cristianismo en un corto plazo gracias al esfuerzo de la Compañía de Jesús y otros misioneros que lograron la conversión de miles de japoneses. Durante varias décadas, la Compañía de Jesús desempeñó un papel fundamental en la difusión del cristianismo, liderando un período de evangelización activa mediante la creación de comunidades, conventos, escuelas y hospitales, alcanzando aproximadamente doscientos mil conversos para la década de 1580, incluidos miembros de la nobleza, numerosos samuráis y personas de la clase baja. En particular, en la región de Kyūshū, los misioneros encontraron un entorno favorable debido al apoyo de líderes locales, y el trabajo de Francisco Javier estableció las bases para futuros esfuerzos misioneros. Desde entonces, la evangelización se expandió rápidamente por las islas Ryūkyū y otras regiones, consolidándose Nagasaki como un punto clave con un floreciente número de iglesias y escuelas cristianas.
Durante el período conocido como el «siglo cristiano» de Japón, que abarca desde 1549 hasta aproximadamente 1650, los daimios frecuentemente apoyaron a los misioneros, percibiendo en ellos una oportunidad para fortalecer sus territorios mediante el establecimiento de relaciones comerciales con los europeos y la introducción de nuevas culturas y tecnologías, incluyendo armas de fuego. En 1569, el misionero Luís de Almeida inició su labor en la localidad de Sakitsu, donde logró la conversión de numerosos habitantes. A mediados de la década de 1580, la población cristiana había crecido considerablemente, alcanzando aproximadamente 150 000 fieles, y para finales del siglo XVI se estima que ya sumaban cerca de setecientos mil cristianos en Japón. Aunque en algunas regiones se impusieron prohibiciones, la comunidad cristiana en Hirado continuó expandiéndose en los años sucesivos. La demanda local de objetos religiosos, como pinturas y estatuas, incentivó la producción de arte cristiano con influencias europeas y japonesas. Entre las figuras destacadas de este periodo se encuentra Hasekura Tsunenaga, un samurái que, en 1613, lideró una delegación hacia México con el objetivo de fortalecer las relaciones con naciones cristianas. Durante el siglo cristiano, más de trescientos mil japoneses se convirtieron al cristianismo, aunque muchos lo hicieron por lealtad a sus daimios y no siempre de forma voluntaria. Las conversiones incluyeron mujeres que rechazaban doctrinas del budismo que las excluían socialmente, lo que muestra un componente de resistencia al orden patriarcal.
A medida que la influencia portuguesa creció, comenzaron a imponerse restricciones a la práctica cristiana en el país; sin embargo, la respuesta de los líderes japoneses fue ambivalente, oscilando entre la protección y la persecución, lo que generó una fluctuación en la continuidad de dicha práctica cristiana.

### Persecuciones y conflictos

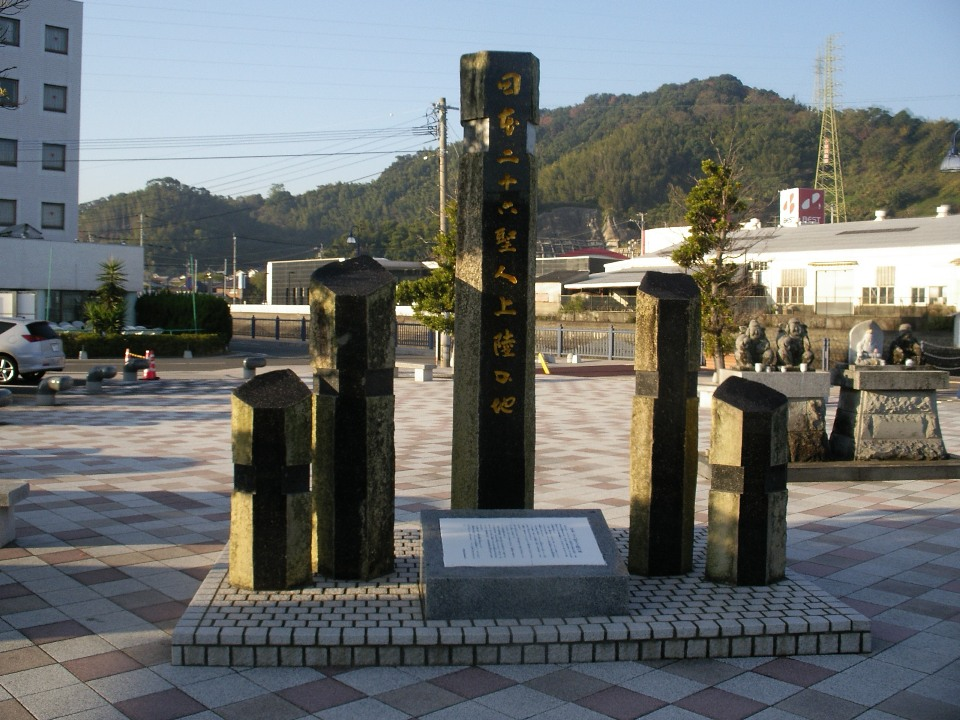
Monumento conmemorativo al desembarco de los veintiséis mártires de Japón, ubicado en el puerto de Togitsu

Las relaciones con los cristianos se deterioraron rápidamente, dando lugar a un período de persecuciones y restricciones. Sin embargo, a medida que el cristianismo ganó adeptos, especialmente bajo la protección del daimio Oda Nobunaga, la situación comenzó a cambiar. Bajo el gobierno de Nobunaga, el número de cristianos se incrementó a doscientos mil y se construyeron doscientos cincuenta iglesias para el año 1582.
A lo largo de los siglos, la relación del cristianismo con el Estado japonés ha oscilado entre la tolerancia y la represión, especialmente durante los siglos XVI y XVII, cuando muchos cristianos fueron martirizados.
Tras la muerte de Nobunaga, su sucesor, Toyotomi Hideyoshi, inicialmente continuó con una política de tolerancia; sin embargo, el crecimiento del cristianismo, junto con su asociación con potencias coloniales extranjeras, generó preocupación entre los líderes políticos y fue visto como una amenaza por las autoridades japonesas. En 1587, Toyotomi emitió el edicto Bateren, que ordenaba la expulsión de los padres y misioneros jesuitas y prohibía la predicación cristiana en Japón, lo que marcó el inicio de una serie de persecuciones y posteriormente intensificó la represión, incluyendo la tortura y ejecución de aquellos que no renunciaban a su fe. Esta decisión fue influenciada por informes de conflictos entre cristianos y budistas, así como el comercio de esclavos; Toyotomi temía que los misioneros fueran espías, lo que llevó a una creciente desconfianza hacia los misioneros europeos y su influencia. El edicto se intensificó tras el incidente del San Felipe en 1596, culminando con el martirio de Pablo Miki y otros veinticinco cristianos, incluyendo misioneros y laicos, en Nagasaki el 5 de febrero de 1597, un evento que simboliza la resistencia frente a la represión de la fe cristiana en Japón. A lo largo de este período, la mayoría de los cristianos fueron forzados a renunciar a su fe y a adherirse al budismo, con una vigilancia constante sobre sus prácticas. La represión se intensificó aún más en la década de 1580, cuando comenzaron a cerrar iglesias e incluyó casos documentados de torturas, ejecuciones y un intento sistemático de erradicar la fe cristiana, que se extendió por aproximadamente doscientos sesenta años, resultando en la martirización de alrededor de trescientos mil personas. Se estima que aproximadamente 46 mártires sufrieron diversas formas de ejecución, incluyendo crucifixiones y quemas en la hoguera. En este contexto, la fe cristiana fue vista como un factor desestabilizador del orden social y político, lo que llevó a las autoridades a tomar medidas drásticas contra sus practicantes.

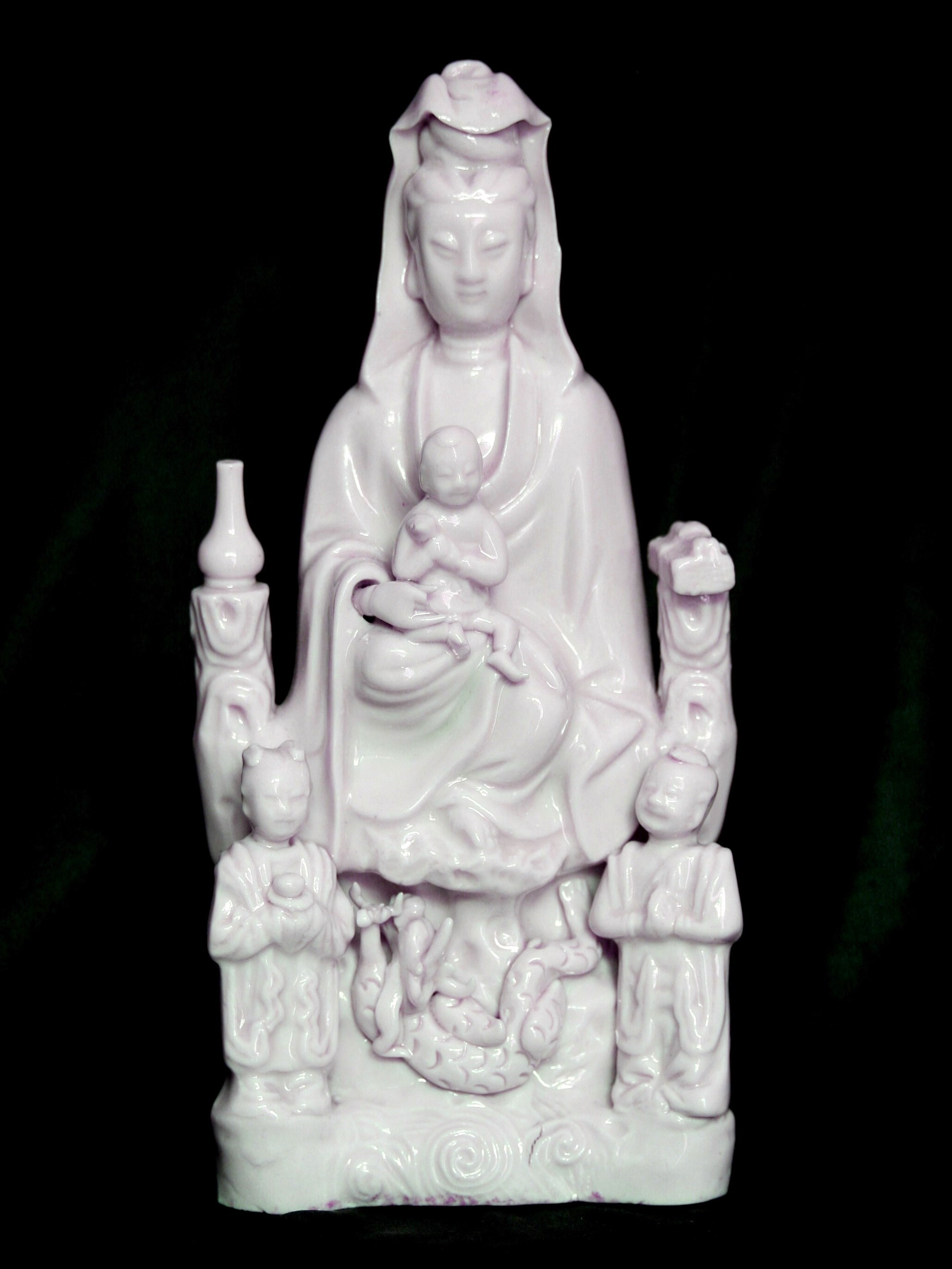
María Kannon, un tipo de imagen usada por los kakure kirishitan o cristianos ocultos. Simula ser una imagen del bodhisattva Kannon, pero en realidad representa a María.

Con el establecimiento del sogunato Tokugawa en 1603, se implementó un aislamiento casi total en Japón, lo que llevó a la percepción del cristianismo como una amenaza, resultando en severas represalias contra los cristianos, que incluyeron la expulsión de todos los misioneros. En 1612, el sogunato prohibió formalmente el cristianismo, intensificando las persecuciones, y en 1614, Tokugawa Ieyasu promulgó un edicto que ordenaba la expulsión de misioneros extranjeros y prohibía la religión, lo que llevó a la destrucción de iglesias y a una intensa persecución de los cristianos, que incluyó torturas como el ana-tsurushi, castigos como los e-fumi, en los que la población debía pisotear imágenes de Jesús o María, y la ejecución pública de muchos de sus seguidores. Muchos creyentes se vieron obligados a convertirse en kakure kirishitan o cristianos ocultos, especialmente en Nagasaki y las islas Amakusa, donde mantuvieron su fe en secreto durante más de dos siglos a pesar de la amenaza de tortura y muerte. A lo largo del período Edo, muchos cristianos fueron perseguidos, resultando en la ejecución de miles de creyentes y la ocultación de la fe, con la represión intensificándose mediante prácticas como el fumie, donde se forzaba a los cristianos a pisar imágenes de Cristo para demostrar su renuncia a la fe, y aquellos que se negaban eran severamente castigados. Esta represión tuvo un impacto duradero en la percepción social del cristianismo, convirtiéndolo en una religión asociada con la subversión, mientras que la ejecución de líderes cristianos como el daimio Justo Takayama marcó un período de gran sufrimiento para la comunidad. La persecución culminó con el gran martirio de Nagasaki en 1622, donde numerosos cristianos fueron ejecutados, y Nagasaki, un importante centro cristiano, se convirtió en un símbolo de resistencia y martirio, con la conmemoración de mártires tanto japoneses como europeos. La rebelión de Shimabara, que tuvo lugar entre 1637 y 1638, es un ejemplo de las tensiones entre los creyentes y el Gobierno, ya que aproximadamente 37 000 campesinos rebeldes, algunos de ellos cristianos, fueron asesinados; durante esta revuelta, los cristianos fueron asediados por las fuerzas del sogunato Tokugawa en el castillo Hara, convirtiéndose en símbolos de la lucha cristiana en este período. Esta revuelta y su brutal represión marcaron un capítulo oscuro en la historia del cristianismo en Japón, que incluyó la destrucción de objetos y lugares de culto, resultando en la escasez de santuarios cristianos en el país. A pesar de la represión y la continua marginalización, el cristianismo dejó un impacto duradero en la sociedad japonesa, visible en el arte, la educación y ciertas costumbres, mientras que Japón adoptó una política de aislamiento conocida como sakoku, permitiendo solo el comercio holandés en la isla artificial de Dejima y limitando la entrada de misioneros, lo que resultó en casi tres siglos de represión, durante los cuales el cristianismo fue prácticamente erradicado en Japón. Este contexto ha influido en la evolución del cristianismo en el país.

### Reformas y tolerancia
Con la llegada del comodoro Perry en 1853, un oficial naval estadounidense, Japón comenzó a abrirse al mundo, lo que eventualmente permitió el regreso de los misioneros cristianos en 1859. Este período de apertura estuvo marcado por la llegada de misioneros ortodoxos, como Iván Kasatkin —también conocido como Nicolái—, quien llegó a Hakodate en 1861 para liderar la Iglesia ortodoxa en Japón. Kasatkin promovió un enfoque adaptado a la cultura japonesa y desempeñó un papel fundamental en la consolidación de la fe ortodoxa en el país.
Durante los siglos XVII y XVIII, a pesar de las persecuciones, el cristianismo mantuvo su presencia en Japón a través de las comunidades clandestinas conocidas como kakure kirishitan. En 1804, se descubrió que 1709 de estos cristianos seguían practicando su religión en secreto en Sakitsu y áreas cercanas. En 1895, un grupo de kakure kirishitan reveló su fe en la iglesia de Ōura en Nagasaki, lo que marcó un hito en la historia del cristianismo japonés. La Iglesia católica de Roma ha reconocido a 188 mártires que resistieron la persecución, destacando así la importancia del cristianismo en la identidad nacional japonesa.
En 1865, una iglesia católica fue establecida en Nagasaki en honor a los mártires de 1597, y muchos kakure kirishitan comenzaron a regresar a la fe pública, integrándose en la comunidad católica tras más de dos siglos de clandestinidad.
A medida que Japón se modernizaba, comenzaba a surgir un retorno a la tolerancia, especialmente durante el siglo XIX, que trajo cambios significativos, como la Restauración Meiji en 1868 y la apertura del país al comercio y a influencias extranjeras. Este proceso levantó la prohibición del cristianismo, lo que dio inicio a una apertura hacia esta religión, facilitando el regreso de misioneros al país y la aceptación de diversas creencias. A partir de entonces, el cristianismo volvió a florecer, y algunos cristianos ocultos se reincorporaron a la Iglesia católica, mientras que otros mantuvieron sus tradiciones únicas, aunque persistieron intentos gubernamentales de frenar su expansión, privilegiando la difusión del sintoísmo. Este período de apertura también permitió el desarrollo de un diálogo interreligioso que incluyó a diversas denominaciones cristianas, como los cuáqueros, quienes fueron vistos como compatibles con la cultura japonesa debido a su enfoque pacifista. Sin embargo, a pesar de estos avances, el cristianismo nunca alcanzó la misma fuerza que en otras naciones asiáticas y se mantuvo como una religión minoritaria, compitiendo con el budismo y el sintoísmo por la lealtad de la población; su aceptación fue lenta y aún enfrentó escepticismo. Las autoridades continuaron exigiendo que los ciudadanos se registraran en santuarios sintoístas, lo que afectó a la libertad religiosa. Sin embargo, las presiones internacionales contribuyeron a una apertura gradual del país a otras confesiones.
La apertura de Japón a Occidente, tras la firma del tratado de amistad y comercio con Estados Unidos en 1858, facilitó un cambio en la actitud hacia el cristianismo, permitiendo la reintroducción de la fe cristiana y el descubrimiento de comunidades que habían sobrevivido en la clandestinidad. En 1873, la derogación de las leyes anticristianas permitió la práctica pública del cristianismo y la expansión de actividades misioneras, así como el establecimiento de nuevas iglesias y organizaciones cristianas, además de instituciones educativas y de salud por parte de estas organizaciones. Este periodo marcó, así, el comienzo de una nueva era de tolerancia y crecimiento para las comunidades cristianas en Japón.
Durante el siglo XIX, Japón experimentó un renacer del cristianismo en un contexto de modernización y occidentalización, lo que favoreció su expansión. Se fundaron numerosas iglesias y organizaciones benéficas, incluyendo la Iglesia Unida de Cristo en Japón, una denominación protestante que se estableció en 1872 y que participó activamente en las misiones cristianas durante el periodo de ocupación japonesa de Corea. Esta iglesia, con respaldo de la Gobernación General japonesa en Corea, buscó evangelizar a la población coreana, aunque con poco éxito debido a la resistencia local. Misioneros japoneses fundaron aproximadamente doscientas iglesias en Gyeongseong (hoy Seúl), con un total de veinte mil miembros, antes de regresar a Japón en 1921 tras el Movimiento Primero de Marzo. Sin embargo, durante el periodo de la ocupación (1910-1945), el Gobierno japonés ejerció un control estricto sobre las iglesias cristianas en Corea, imponiendo regulaciones, censura de sermones y vigilancia religiosa. A partir de los años treinta, se obligó a las instituciones cristianas a alinearse con el sintoísmo estatal.
La llegada de misioneros de diversas tradiciones protestantes y católicas impulsó este resurgimiento, que se vio acompañado por la proclamación de la libertad religiosa en 1873 y la aprobación de la nueva Constitución en 1889, que reconoció oficialmente la religión cristiana. El catolicismo se propagó en Kyūshū y el protestantismo, impulsado desde Estados Unidos, ganó presencia en las áreas urbanas. Asimismo, las sociedades bíblicas comenzaron a establecerse en el país, y en 1880 se completó la traducción del Nuevo Testamento al japonés, seguido por la publicación del Antiguo Testamento en los años siguientes. Esta era de reforma también facilitó el establecimiento de instituciones educativas y de salud por parte de organizaciones cristianas, contribuyendo así a la modernización del país.
Sin embargo, la motivación de muchos japoneses para acercarse al cristianismo durante este tiempo era más pragmática, buscando adquirir conocimientos y habilidades para modernizar el país, en lugar de una búsqueda de fe espiritual genuina. La historia del cristianismo en Japón, por tanto, refleja un proceso de interacción cultural más que un conflicto religioso abierto.

### Era moderna

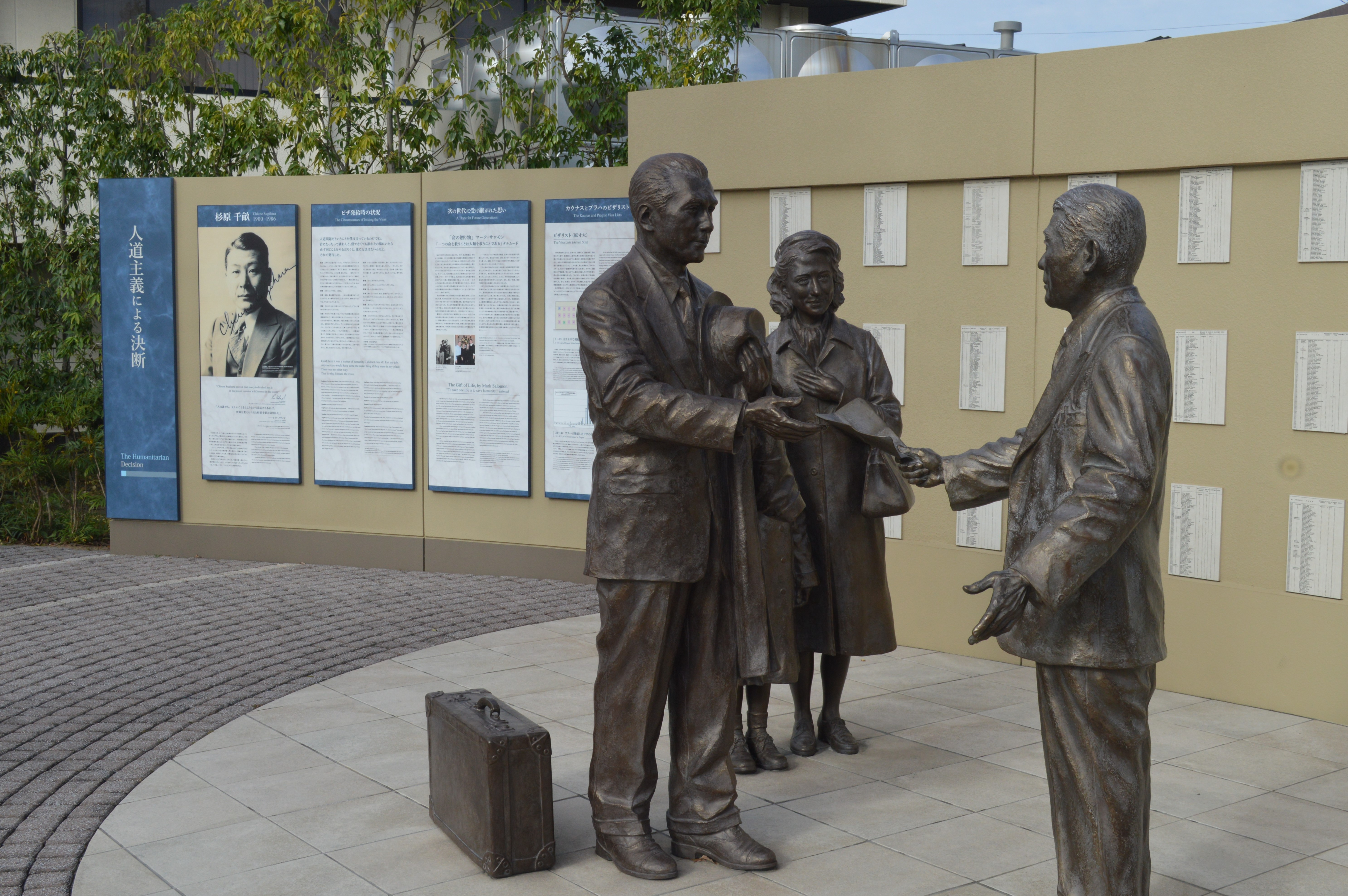
Monumento de Chiune Sugihara en el Instituto Preparatorio de Aichi

Durante la década de 1930, las tensiones en Japón volvieron a incrementarse, ya que el Gobierno japonés adoptó un enfoque más totalitario y promovió el sintoísmo como símbolo de nacionalismo. A pesar de los desafíos, como la persecución que sufrieron los cristianos durante la Segunda Guerra Mundial debido a su asociación con potencias extranjeras, las comunidades cristianas mantuvieron su presencia en el país. A pesar de eso, en el siglo XXI, el cristianismo sigue siendo una parte importante del paisaje religioso japonés, y las comunidades cristianas han buscado nuevas formas de atraer a los jóvenes y adaptarse a la cultura contemporánea; sin embargo, el interés en la doctrina cristiana en general se mantiene bajo, con la mayoría de la población mostrando un desinterés. Varias denominaciones cristianas, incluyendo el catolicismo y el protestantismo, están presentes en Japón y se han adaptado a la cultura local, contribuyendo a áreas como la educación y la atención social mediante el establecimiento de universidades, hospitales y obras de caridad.
En el siglo XX, el cristianismo experimentó un renacimiento, evidenciado por un aumento en el número de conversiones. La rendición de Japón en 1945 y la posterior disolución del estado sintoísta permitieron una revitalización del cristianismo, garantizando la libertad religiosa en la nueva Constitución de 1947, bajo influencia de Estados Unidos. En este contexto, la posguerra llevó a un cambio en las actitudes hacia esta religión, impulsado por el crecimiento de la actividad evangélica, gracias a la influencia de misioneros estadounidenses y, más recientemente, coreanos, lo que motivó a muchos japoneses a explorar el cristianismo como una alternativa a las creencias tradicionales. Durante este periodo, las iglesias cristianas comenzaron a desempeñar un papel en la promoción de la reconciliación y la paz en la región. Además, la Sociedad Bíblica Japonesa tuvo un papel crucial en la distribución de Biblias, alcanzando en 1969 el estatus de sociedad bíblica autosuficiente, lo que reflejó el crecimiento económico del país y el aumento de la autonomía en la distribución de la Biblia. En los siglos XX y XXI, el cristianismo encontró nuevas formas de expresión en la sociedad japonesa, manteniendo una influencia social y cultural duradera, especialmente en contextos de bodas y celebraciones sociales, aunque aún dentro de un marco cultural que tiende a favorecer las tradiciones sintoístas y budistas. La Iglesia ortodoxa, que celebró el 150.º aniversario de su misión en Japón en 2020, también es una parte importante del panorama cristiano.
La fe de figuras como Chiune Sugihara, un diplomático que se convirtió al cristianismo ortodoxo ruso en la década de 1920, ha demostrado cómo el cristianismo puede influir en acciones significativas en el contexto japonés.
A pesar de ser una religión minoritaria, la creación de hospitales, organizaciones de caridad e instituciones educativas y de servicios sociales por parte de comunidades cristianas ha dejado una huella duradera en la sociedad japonesa. En este contexto, instituciones como el convento trapense de Hakodate, establecido en el siglo XIX, reflejan la persistencia y adaptación del cristianismo en Japón. Asimismo, la Universidad Sofía, fundada en 1913, se ha convertido en un importante centro educativo católico que promueve el diálogo intercultural.
El cristianismo sigue siendo una minoría en Japón, representando alrededor del 1.1 % de la población, pero ha dejado un impacto notable en la sociedad y cultura japonesas, evidenciado por instituciones educativas y sociales que han sido influenciadas por valores cristianos, aunque su efecto cultural a menudo se limita a ciertas festividades y costumbres. A inicios del siglo XXI, Japón es uno de los países más seculares, con una baja proporción de personas que practican activamente alguna religión; sin embargo, el cristianismo ha influido en la cultura japonesa, reflejado en la celebración de la Navidad y en bodas al estilo occidental, que han ganado popularidad en un contexto no necesariamente religioso. Una encuesta realizada en 2001 por Gallup, una empresa estadounidense de análisis y asesoría, reveló que el 7 % de la población adolescente japonesa se identificaba como cristiana, un aumento notable en comparación con cifras anteriores, lo que sugiere un cambio generacional en la influencia del cristianismo en contraste con el declive de las religiones tradicionales. A pesar de este crecimiento, desde 2010 se ha observado una disminución constante en el número de miembros en las principales denominaciones, y la asistencia a las iglesias ha disminuido en el contexto de la urbanización y la presión social. Además, la percepción del cristianismo como una religión extranjera ha limitado su aceptación en la sociedad japonesa contemporánea, y su práctica sigue concentrada mayoritariamente en áreas urbanas como Tokio y Osaka.

## Principales denominaciones cristianas
El catolicismo llegó a Japón con los jesuitas en el siglo XVI, marcando el inicio de la presencia cristiana en el país. Posteriormente, los protestantes establecieron misiones en el siglo XIX, y su influencia se expandió rápidamente en el siglo XX, ofreciendo alternativas a la población japonesa. Según estadísticas de 2021, alrededor del 1.1 % de la población japonesa se identifica como cristiana, con una distribución geográfica que revela una mayor concentración en áreas urbanas, como Tokio y Osaka.
El cristianismo en Japón incluye principalmente el catolicismo y diversas ramas del protestantismo, así como algunas comunidades ortodoxas. La comunidad católica, aunque pequeña, ha tenido un impacto significativo, especialmente en áreas urbanas, y ha estado activa en la educación y la atención médica. Los protestantes, que comprenden metodistas, bautistas y presbiterianos, también tienen una presencia activa, promoviendo la evangelización y el trabajo social, además de haber establecido numerosas iglesias y organizaciones benéficas. Dentro del grupo cristiano, se incluyen denominaciones que son consideradas herejías por otras comunidades cristianas, tales como los mormones y los testigos de Jehová.

### Catolicismo
El catolicismo romano fue introducido por los misioneros jesuitas en el siglo XVI y, aunque enfrentó severas persecuciones, logró establecer la primera comunidad católica en Nagasaki, que se convirtió en un bastión de la fe católica durante los siglos siguientes. A pesar de ser una comunidad pequeña, las diócesis católicas en Japón han estado involucradas en diversas actividades sociales y educativas a lo largo de su historia. La Iglesia católica sigue activa, centrada en la atención pastoral y educativa, y cuenta con varias instituciones educativas y benéficas, especialmente en regiones donde los cristianos ocultos practicaban su fe en secreto. En 2008, la Iglesia católica beatificó a mártires japoneses, reforzando su legado en el país, y la catedral de Ōura se erige como un importante símbolo de la fe católica en Nagasaki.
En 1579, se estima que había aproximadamente 130 000 católicos en Japón; sin embargo, su número de miembros sigue siendo pequeño, ya que según datos de 2005 los católicos representan aproximadamente 509 000 creyentes, lo que equivale al 0.4 % de la población. A pesar de las persecuciones, la Iglesia católica ha mantenido una presencia activa y continúa siendo un componente importante de la comunidad cristiana en Japón. Su número de fieles ha fluctuado a lo largo de los años, pero la comunidad católica se revitalizó después de la Segunda Guerra Mundial.
La Iglesia católica en Japón está estructurada en dieciséis circunscripciones eclesiásticas, que incluyen tres arquidiócesis metropolitanas y trece diócesis, con un total de 848 parroquias.

### Protestantismo
El protestantismo llegó a Japón en 1858, después de la apertura del país al comercio internacional, siendo pioneros en esta denominación misioneros episcopalianos y presbiterianos, principalmente estadounidenses y europeos. En 1872, se organizó la primera iglesia protestante en Yokohama, y desde entonces han surgido diversas instituciones teológicas que reflejan la diversidad del protestantismo. La evangelización en Japón se centró en la traducción de las Escrituras y la educación cristiana, lo que contribuyó al crecimiento significativo de la comunidad protestante entre 1901 y 1930, periodo en el cual se experimentó un notable aumento en el número de miembros. Desde el siglo XIX, esta rama del cristianismo ha crecido en popularidad y se ha expandido notablemente, caracterizándose también por una gran diversidad en sus creencias y prácticas.
Las iglesias protestantes, que incluyen diversas denominaciones, han contribuido al desarrollo de la educación y la asistencia social en el país.
La comunidad protestante en Japón ha experimentado un notable crecimiento y diversificación, centrándose en la educación y el trabajo social. Según un reporte de 2018, el protestantismo es la mayor denominación cristiana en el país, con cerca de seiscientos mil creyentes, lo que representa el 0.47 % de la población. Esta comunidad incluye diversas denominaciones, como la Iglesia cristiana de Japón y la Iglesia anglicana de Japón, y cuenta con aproximadamente 1650 iglesias. Además, la Iglesia Unida de Cristo en Japón, que se formó a partir de la unión de varias denominaciones protestantes, cuenta con aproximadamente 195 851 miembros y 1725 congregaciones.

### Ortodoxia

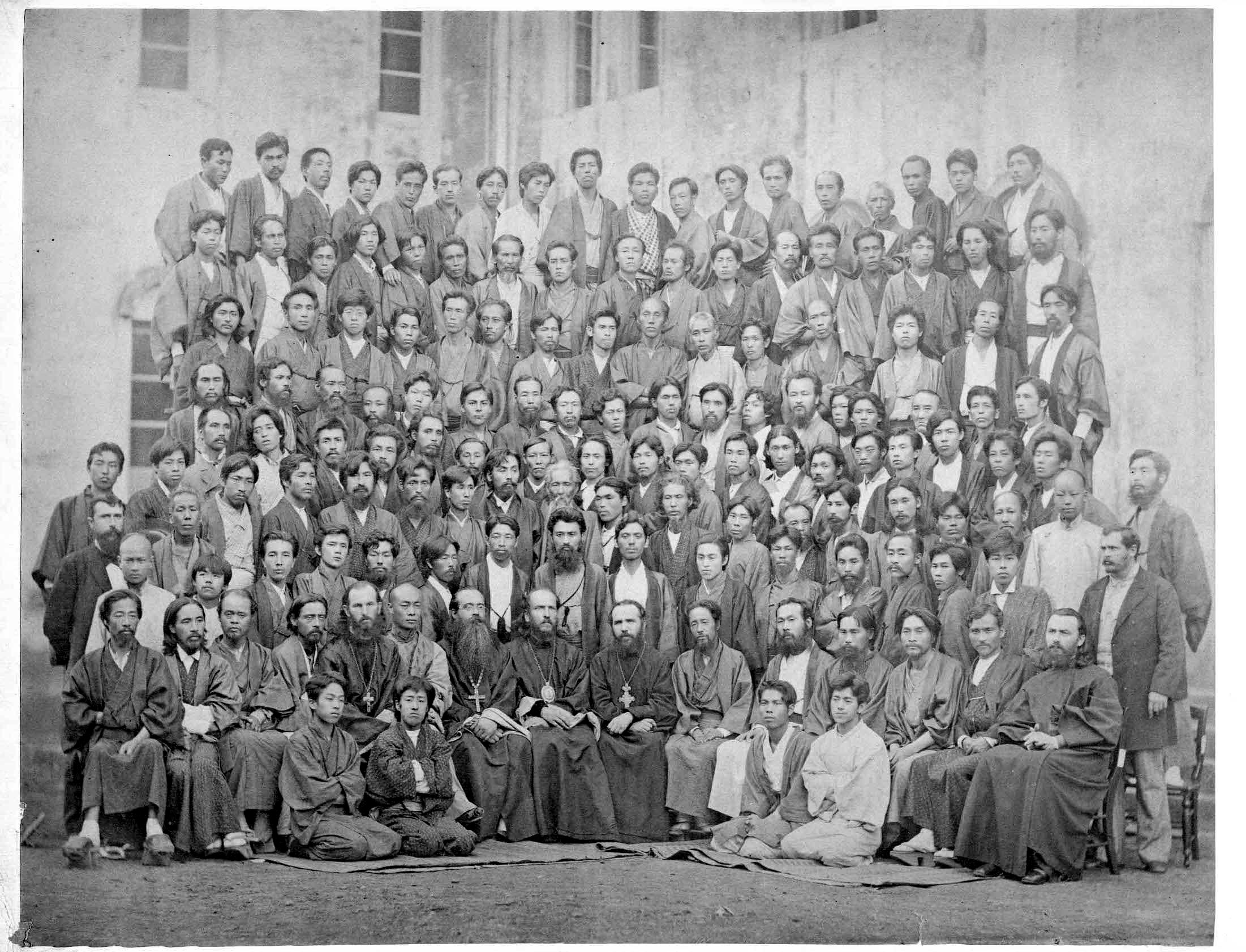
Concilio de la Iglesia ortodoxa japonesa en Tokio en 1882

La Iglesia ortodoxa japonesa fue establecida en Hokkaidō por el arzobispo Nicolái en 1861, gracias a la misión rusa. A lo largo de su historia, aunque enfrentó diversos desafíos, su enfoque en la integración cultural y la educación ha sido fundamental para su crecimiento, permitiéndole mantener una notable presencia y reconocimiento, especialmente en Hokkaidō. En este contexto, la Iglesia fue reconocida como un organismo autónomo dentro del patriarcado de Moscú, lo que subraya su autonomía y su fuerte enfoque en la formación de clérigos locales. La catedral de la Santa Resurrección en Tokio se erige como su sede principal. Durante las décadas de 1920 y 1930, la Iglesia experimentó un crecimiento notable, siendo la conversión de Chiune Sugihara al cristianismo ortodoxo en Harbin un ejemplo del impacto de la diáspora rusa y la herencia cultural ortodoxa en Japón. Desde la década de 1960, la Iglesia ha continuado creciendo y estableciéndose firmemente. En 2020, se celebró el 150.º aniversario de la fundación de la Iglesia ortodoxa en Japón, evento que destacó su relevancia en el contexto religioso del país.
La influencia de la ortodoxia se ha centrado en su conexión cultural, artística y educativa, lo que ha contribuido al diálogo interreligioso en el país. A pesar de enfrentar diversos desafíos, su comunidad continúa operando con un enfoque en la educación y la formación del clero.
Según un reporte de 2018, la ortodoxia cuenta con aproximadamente diez mil creyentes en Japón, representando el 0.01 % de la población. Aunque es una de las denominaciones menos numerosas, tiene una historia rica y contribuye al panorama religioso del país, principalmente en la isla de Hokkaidō.

### Otras denominaciones
La Iglesia de Jesucristo de los Santos de los Últimos Días (mormones) llegó a Japón en 1901, siendo la primera misión de la Iglesia en Asia. Desde su introducción, ha experimentado un crecimiento constante, alcanzando en 2021 más de 130 000 miembros, 232 congregaciones y cuatro templos en diversas ciudades importantes del país. A lo largo de su historia, la Iglesia ha enfrentado desafíos, incluidos los provocados por la Segunda Guerra Mundial. Además, durante desastres naturales, ha desempeñado un papel activo en la asistencia humanitaria, colaborando con la Cruz Roja Japonesa y demostrando así su compromiso con la comunidad.
En 2020, había más de 212 000 testigos de Jehová en Japón, con 2964 congregaciones activas. Esta denominación ha mantenido una presencia activa a través de la evangelización y la organización de reuniones regulares.
En 2015, la Asociación para la Unificación reportó cerca de 560 000 miembros.

## Influencia social y cultural

### Educación
Las instituciones cristianas han jugado un papel crucial en la educación en Japón, ya que misiones cristianas han fundado numerosas escuelas y universidades que han contribuido al desarrollo educativo del país y a su modernización. Estas instituciones son apreciadas por la calidad de la educación que ofrecen, aunque no siempre se identifican con la enseñanza religiosa estricta. Ejemplos notables de esta influencia son instituciones fundadas por misioneros, como la Universidad Meiji, la Universidad Aoyama, la Universidad Sofía y la Universidad Doshisha, donde figuras notables estudiaron. La Universidad Doshisha ha formado teológicamente a numerosos evangelistas tanto japoneses como coreanos. Esta universidad fue clave en la preparación de intérpretes y predicadores que participaron en misiones en Corea. Además de la educación académica, estas instituciones también ofrecen formación ética, moral y de responsabilidad social, contribuyendo así a la formación de generaciones de estudiantes y promoviendo valores de paz y respeto, al tiempo que enfatizan principios alineados con la moralidad y la ética cristiana.
En Japón no existe una asignatura específica de enseñanza religiosa en las escuelas públicas; cualquier mención al cristianismo se hace a través de la asignatura de Ética. Se prohíbe estrictamente el adoctrinamiento religioso en las escuelas públicas, por lo que el cristianismo se aborda de forma académica y cultural, sin fines confesionales. En la Universidad de Osaka existen muy pocas clases dedicadas al cristianismo. La mayoría de los cursos sobre religión abordan temas generales o se centran en el budismo e islam, sin profundizar en el cristianismo. El profesor Satoshi Miyawaki introdujo en 2020 un curso de Sociología de la Religión que incluye contenidos cristianos para mejorar la comprensión de la fe en contextos regionales.

### Caridad y trabajo social
Las organizaciones cristianas están involucradas en diversas actividades caritativas que abarcan desde el cuidado de los pobres hasta el apoyo a personas con discapacidades, ofreciendo servicios sociales y asistencia a comunidades desfavorecidas. Este trabajo ha fortalecido la percepción del cristianismo como un agente de cambio social positivo en el país, al tiempo que estas organizaciones han proporcionado ayuda en momentos de crisis, como desastres naturales, y han trabajado en áreas como la atención médica y el apoyo a comunidades desfavorecidas, promoviendo el bienestar social a través de hospitales y orfanatos. Además, su labor ha contribuido a la mejora de la calidad de vida en varias comunidades a lo largo del país.
Tras el terremoto de Kobe de 1995 y el terremoto y tsunami de Japón de 2011, la Iglesia de Jesucristo de los Santos de los Últimos Días desempeñó un papel en la distribución de ayuda al proporcionar asistencia financiera y recursos para la reconstrucción. Asimismo, otras organizaciones cristianas también han estado activas en la respuesta a desastres naturales, lo que ha generado un impacto positivo en la percepción pública de la comunidad cristiana. Su labor ha incluido no solo la ayuda humanitaria, sino también el apoyo psicológico a las víctimas, evidenciando el compromiso de estas instituciones con la recuperación y el bienestar de los afectados.

### Costumbres y festividades

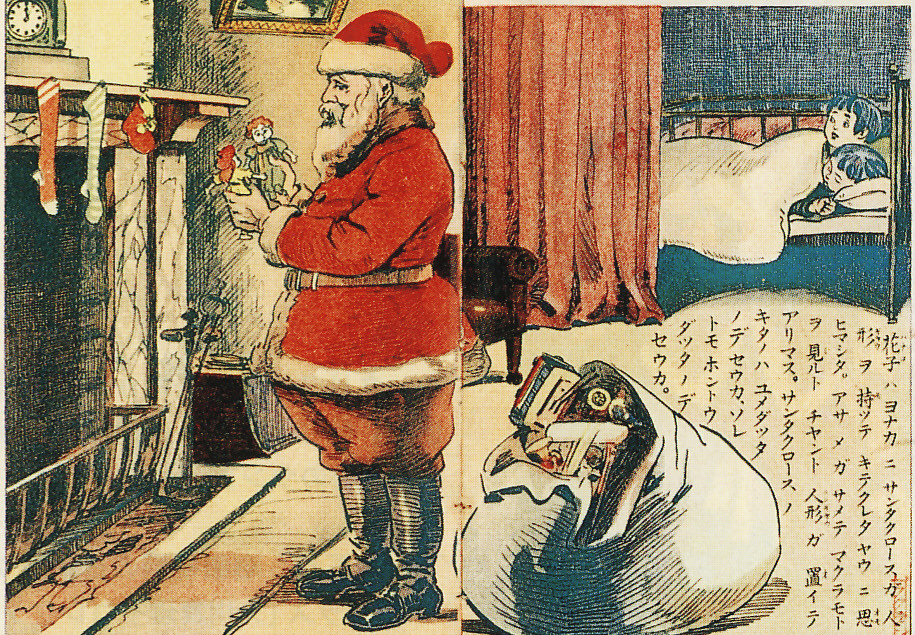
Dibujo de Santa Claus publicado en la revista infantil Kodomo no Tomo

En Nagasaki se documenta una procesión de Corpus Christi en 1614 con penitentes que simulaban persecución, cargando cruces y lianas espinosas como forma de resistencia simbólica.
El cristianismo ha influido en algunas festividades y costumbres en Japón, donde la mayoría de las celebraciones cristianas se entrelazan con las tradiciones locales, creando un sincretismo cultural que se integra en el calendario cultural japonés. Por ejemplo, el festival Obon ha sido asociado con celebraciones cristianas como el Día de Todos los Santos, y algunos rituales budistas incorporan símbolos cristianos, lo que refleja esta fusión cultural.
La celebración de la Navidad ha sido adoptada en la cultura popular de manera secular y ampliamente comercializada, aunque con un trasfondo cristiano. Aunque no es un día festivo nacional, se celebra de manera festiva, habiendo adoptado formas diferentes a sus raíces religiosas, centrándose en el consumo y la celebración familiar. La influencia estadounidense ha sido notable en la forma en que se celebra la festividad; un ejemplo emblemático de esto es la cena de KFC. A pesar de que no tiene el mismo significado religioso que en Occidente, la celebración incluye luces, decoraciones y la entrega de regalos.
El Día de San Valentín también ha sido adoptado en la cultura popular japonesa, aunque a menudo con un enfoque diferente al de las tradiciones occidentales.
La música cristiana, como la del Sunza Rock Festival, también ha contribuido a la expresión cultural.
Asimismo, las bodas al estilo cristiano se han vuelto comunes entre los japoneses, independientemente de su afiliación religiosa.

### Arte, literatura y cultura material

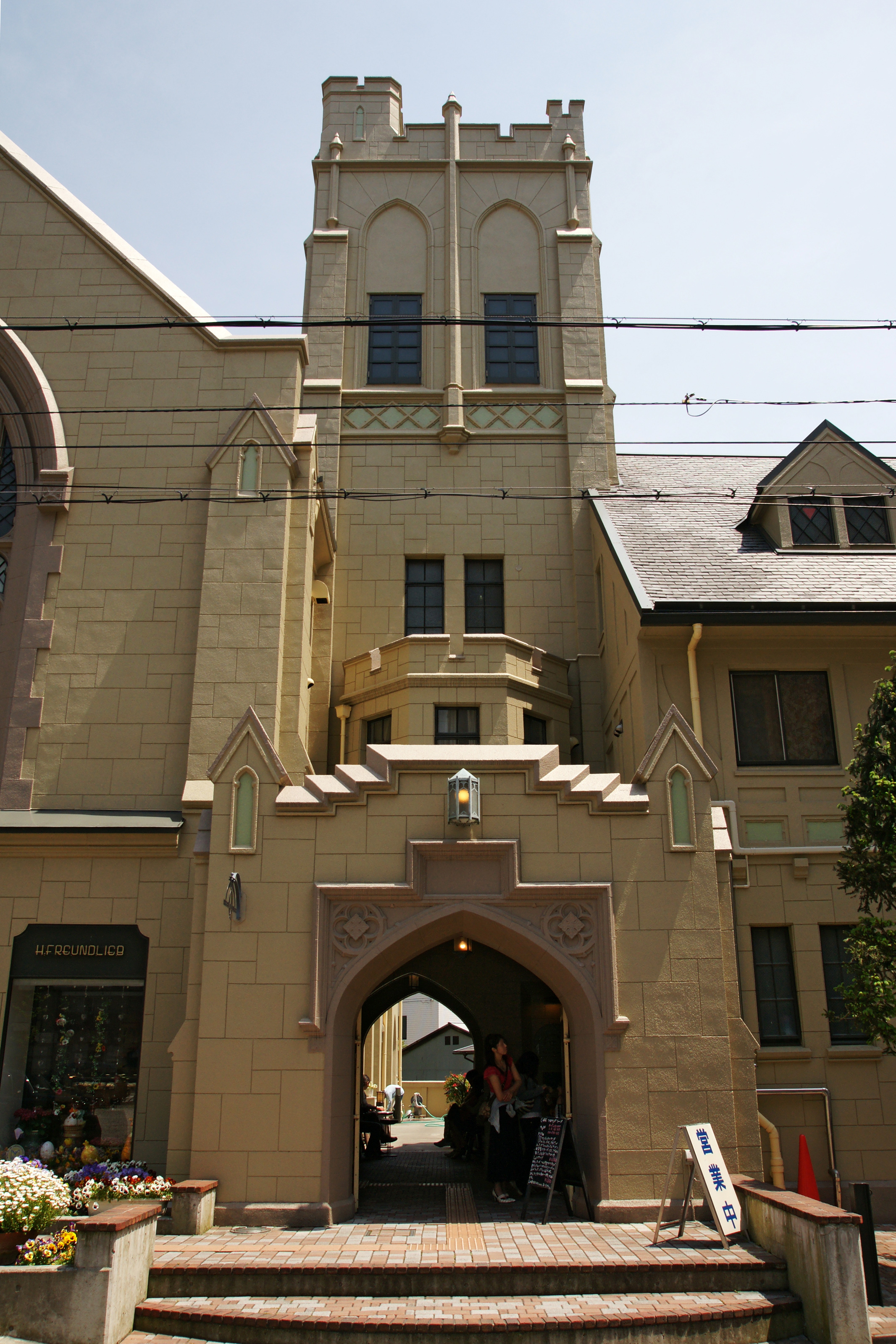
Edificio de estilo gótico construido en 1929 y diseñado por Merrell Vories Hitotsuyanagi. Hasta 1995, fue el lugar de culto de la iglesia de la Unión de Kobe.

El cristianismo llegó acompañado de bienes globales como vestimentas portuguesas y rosarios, usados también por élites japonesas como símbolo de estatus. El sincretismo religioso permitió identificar a la Virgen María con Kannon, bodhisattva de la misericordia, lo que facilitó la apropiación simbólica de objetos devocionales.
El impacto del cristianismo en el arte japonés ha sido notable, aunque de manera más sutil en comparación con otras culturas, influyendo en la pintura, la música, la literatura, la arquitectura y las artes visuales. Algunos autores contemporáneos han incorporado temas y simbolismos cristianos en varias expresiones culturales, lo que contribuye a la rica diversidad cultural del país. El cristianismo ha influido en representaciones culturales globales, especialmente a través de la transmisión de visiones morales binarias, como la lucha entre el bien y el mal, que contrastan con las tradiciones religiosas japonesas más matizadas. En este contexto, se ha observado una creciente apreciación de la música y la literatura con influencias cristianas en la cultura popular.
La historia de los mártires cristianos ha inspirado a artistas y escritores a explorar temas de sacrificio y fe, reflejando su impacto en diversas expresiones culturales. Un ejemplo de esta influencia es la novela Silencio de Shūsaku Endō, la cual aborda la persecución de los cristianos en el siglo XVII y ha desempeñado un papel crucial en la formación de la percepción pública de la historia cristiana en Japón. Endō exploró en sus novelas Silencio y El samurái el conflicto entre la identidad japonesa y la fe cristiana, influyendo en la percepción contemporánea de la historia cristiana en Japón. En la literatura de posguerra, la novelista Ayako Miura ofreció una perspectiva cristiana sobre subjetividad, pecado y sacrificio, convirtiéndose en figura central de la literatura cristiana en Japón.
La música góspel, por ejemplo, ha ganado popularidad desde su introducción en los años 1950, y su influencia continúa presente en diversas formas de expresión artística.
La influencia del cristianismo en la arquitectura se manifiesta a través de la presencia de símbolos cristianos en monumentos históricos, como el castillo de Himeji, así como en las iglesias construidas durante el periodo de expansión cristiana, las cuales son ejemplos significativos de este legado.
El descubrimiento de una pintura cristiana del siglo XVI en el Museo Conmemorativo Miki Sawada, que representa escenas de la vida de Jesús y María, es un ejemplo de la influencia duradera del cristianismo en el arte japonés. Los jesuitas establecieron un seminario de pintura en Kyūshū en 1583, introduciendo técnicas europeas. Obras como el Martirio de Leonardo Kimura (c. 1626) reflejan la fusión de estilos occidentales y japoneses.
Durante el período Nanban, artesanos cristianos participaron en la producción de lacas nanban en Kioto. Se han hallado inscripciones como «Luis» y frases ocultas con referencias a la Virgen y al nacimiento de Jesús en objetos de laca, lo que revela la fe discreta de los artesanos bajo persecución.
En la cultura popular destacan el manga Saint Onii-san, que presenta a Jesús y Buda como compañeros de piso en Tokio, y el anime Neon Genesis Evangelion, repleto de símbolos cristianos.

## Aspectos políticos

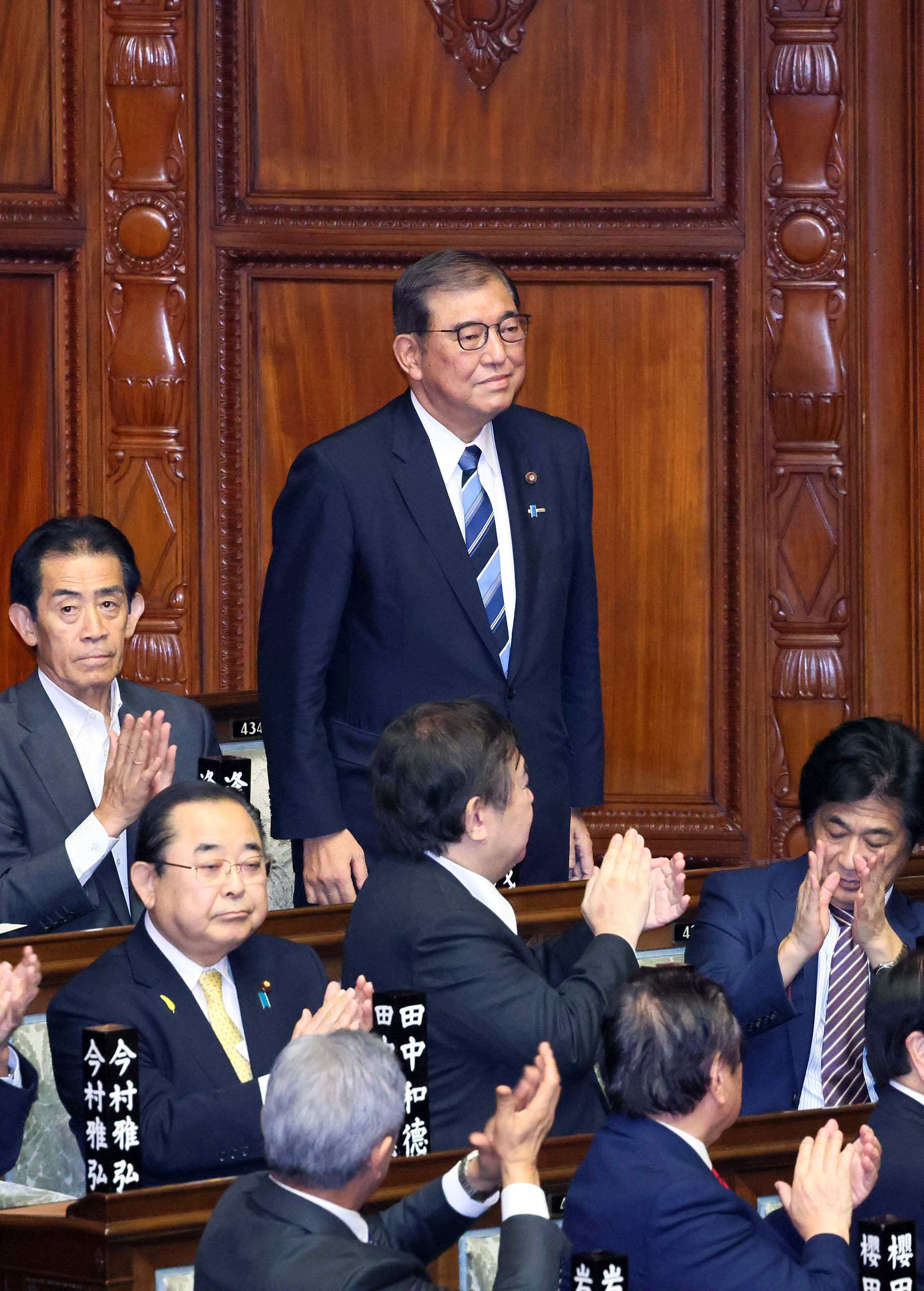
Shigeru Ishiba cuando fue designado primer ministro de Japón en 2024

Durante la ocupación japonesa de Corea (1910-1945), el cristianismo fue instrumentalizado por el Gobierno como herramienta de dominación simbólica. A pesar del principio formal de separación entre Iglesia y Estado, denominaciones como la Iglesia Unida de Cristo en Japón colaboraron con las autoridades coloniales.
Los cristianos en Japón, aunque constituyen una minoría, han participado en la política, influyendo en la formulación de políticas públicas y legislación en áreas como derechos humanos y libertad religiosa, además de promover valores éticos y sociales en el debate público. Su influencia, si bien ha sido moderada en comparación con otras religiones y fuerzas políticas y seculares en el país, se ha hecho sentir en debates sobre cuestiones sociales y políticas. Por ejemplo, Shigeru Ishiba, un miembro de esta pequeña población cristiana, fue elegido como primer ministro en 2024, lo que resalta la presencia de cristianos en la política. Existen partidos políticos asociados con la comunidad cristiana que buscan abogar por cuestiones sociales y éticas desde una perspectiva cristiana; sin embargo, las doctrinas religiosas a menudo no influyen significativamente en las políticas públicas. A pesar de que algunos valores cristianos han impactado en debates sobre políticas públicas, especialmente en temas relacionados con la educación y la caridad, las instituciones cristianas se enfocan más en el trabajo social que en la política partidista. Además, algunos líderes cristianos han participado en movimientos sociales y políticos, buscando promover la paz y la justicia, así como abogar por la libertad religiosa y los derechos humanos.
A lo largo de la historia, ha habido leyes que han afectado a los cristianos, especialmente durante períodos de represión; sin embargo, en la era moderna, la legislación en Japón ha tenido en cuenta los derechos de las minorías religiosas, incluidos los cristianos, y la Constitución garantiza la libertad religiosa, permitiendo a las comunidades cristianas operar sin restricciones significativas. A pesar de esto, las regulaciones gubernamentales influyen en la actividad religiosa en el país, y la legislación tiende a estar más afectada por la cultura sintoísta y budista predominante. Las comunidades cristianas han enfrentado desafíos en su intento de navegar la política japonesa, ya que, aunque existen leyes que afectan a los cristianos, estas generalmente no son específicas para esta religión. Además, algunos grupos han abogado por una mayor protección de los derechos de libertad religiosa, especialmente en contextos donde las comunidades cristianas son minoritarias. El entorno político en Japón es predominantemente laico, lo que limita el impacto directo de las creencias cristianas en las políticas públicas, y persisten desafíos en torno a la igualdad y la representación en la esfera pública. La postura hacia el cristianismo ha variado dependiendo de los contextos políticos y sociales; no obstante, entre finales del siglo XX e inicios del siglo XXI, ha habido un enfoque más tolerante hacia el cristianismo y otras religiones.
Algunos grupos y organizaciones cristianas actúan como grupos de presión, defendiendo políticas que se alinean con sus valores y creencias, lo que incluye temas como la educación, la sanidad y la ayuda humanitaria; a menudo participan en el diálogo sobre políticas sociales y derechos humanos. Estos grupos han trabajado para promover la educación sobre el cristianismo y mejorar las relaciones interreligiosas, así como para influir en la legislación y las políticas públicas, buscando promover los derechos humanos y la paz en la sociedad japonesa. Sin embargo, su capacidad para influir en la política es limitada debido a su estatus minoritario.

## Desafíos y controversias

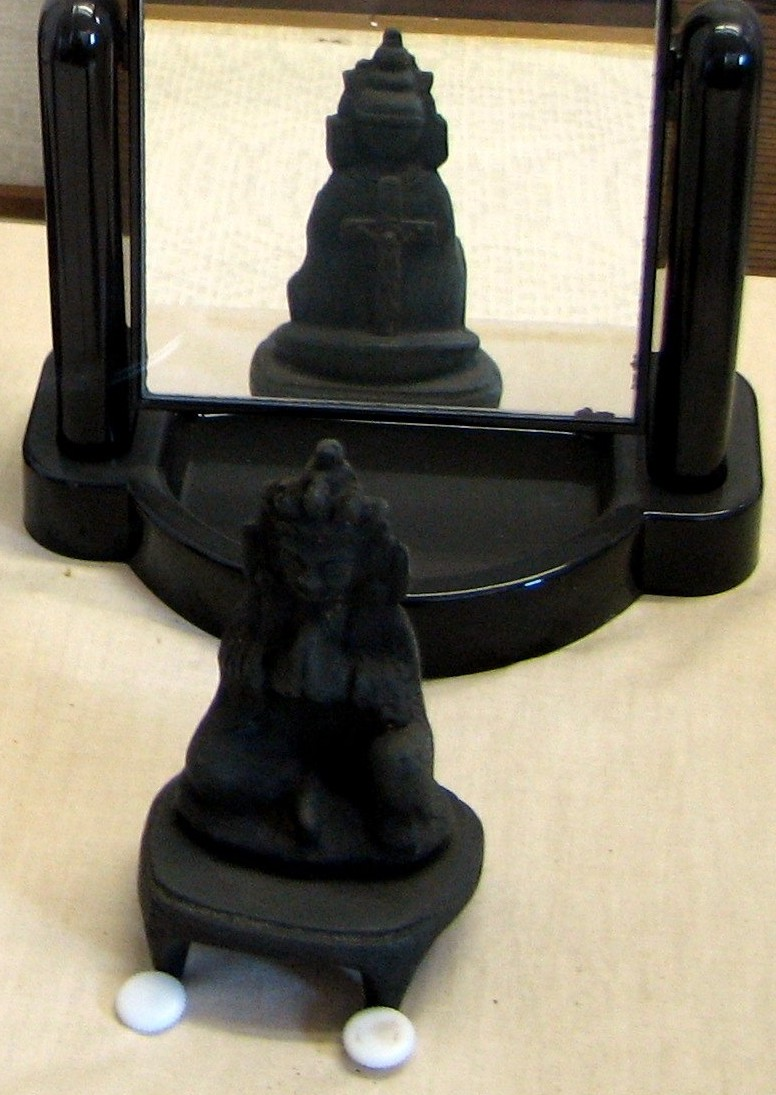
Estatua budista con una cruz oculta en la parte posterior

### Rechazo selectivo
Los cristianos en Japón han enfrentado históricamente desafíos en relación con la libertad religiosa, tales como la persecución y la discriminación social, debido a que sus enseñanzas suelen contrastar con la cosmovisión budista y sintoísta tradicional predominante en el país. Aunque el cristianismo fue legalizado, ciertas comunidades cristianas aún encuentran dificultades para practicar su fe de manera abierta, especialmente en regiones donde el sintoísmo y el budismo son dominantes o en áreas con pequeñas congregaciones cristianas, las cuales experimentan discriminación, incomprensión y, en algunos casos, hostilidad por parte de la sociedad mayoritaria. Este clima de rechazo ha incluido actos de violencia y discriminación, aunque usualmente se trata de incidentes menores.
A pesar de un ambiente más tolerante en la era moderna, persisten tensiones interreligiosas en ciertos contextos, a menudo relacionadas con grupos nacionalistas o con la percepción del cristianismo como una influencia extranjera que resulta culturalmente distante. Además, la traducción y adaptación de conceptos cristianos a la cultura japonesa ha generado confusión, complicando la difusión del Evangelio. El rechazo al cristianismo forma parte de un patrón más amplio de aceptación selectiva de elementos foráneos que puedan alterar radicalmente la cultura tradicional. Sin embargo, un informe de la Agencia para Asuntos Culturales de 2005 indica que no existen discriminaciones significativas contra los cristianos en el país.

### Base espiritual japonesa
La relación entre los cristianos ocultos y la Iglesia católica en Japón ha sido históricamente compleja, con algunos grupos optando por mantener prácticas sincréticas que integran elementos de otras creencias. El cristianismo en Japón enfrenta varios desafíos relacionados con la adaptación cultural y la libertad religiosa, lo cual complica su integración en la sociedad japonesa.
En el seno de las comunidades cristianas, existen dificultades derivadas de diferencias doctrinales y teológicas, así como en la relación con otras religiones presentes en el país, lo que puede dificultar la cohesión y la cooperación entre distintas denominaciones cristianas, generando a veces tensiones internas. Estas tensiones se expresan en disputas sobre la interpretación de la fe y la adaptación a la cultura local, lo cual ha provocado divisiones y modificaciones en las prácticas religiosas. La diversidad de denominaciones ha dado lugar a debates frecuentes sobre la interpretación y la práctica de la fe, reflejando la complejidad de mantener una identidad cristiana cohesiva en el contexto cultural japonés. La cosmovisión animista y chamanista de Japón, centrada en la comunión con la naturaleza y los antepasados, contrasta con la visión teísta y paternal del cristianismo, lo cual resulta ajeno para muchas sensibilidades locales.

### Barrera cultural
El cristianismo ha enfrentado dificultades para adaptarse plenamente a la cultura japonesa, cuyas profundas raíces en el sintoísmo y el budismo han influido en su percepción como una religión extranjera, lo cual ha dificultado su aceptación en ciertos sectores de la sociedad japonesa. En este contexto, la inculturación se ha convertido en un tema de relevancia para muchas denominaciones cristianas que buscan un equilibrio entre su fe y las tradiciones locales. Este esfuerzo por integrar elementos cristianos con prácticas culturales japonesas ha dado lugar a diversas formas de expresión religiosa en las comunidades cristianas de Japón, aunque también ha generado tensiones internas y debates sobre la autenticidad y los límites de dicha fusión cultural.
El cristianismo se percibe como una religión ajena, adoptada principalmente por minorías educadas y cosmopolitas. Existe una barrera cultural que impide su difusión plena, ya que Japón asimila selectivamente influencias extranjeras sin alterar su equilibrio interno. El marco moral cristiano, basado en dicotomías rígidas, ha sido criticado desde perspectivas asiáticas por su imposición ideológica y su incompatibilidad con espiritualidades japonesas como el budismo Jōdo Shinshū.

### Debate público e intelectual
El interés en la educación sobre fenómenos religiosos, incluido el cristianismo, reaparece periódicamente en el debate público tras eventos traumáticos o controversias ligadas a nuevos movimientos religiosos. Académicos señalan que la falta de alfabetización religiosa favorece la captación por parte de grupos considerados sectarios, lo que genera reclamos por una mejor formación sobre el cristianismo y otras tradiciones.

## Conversión y evangelización

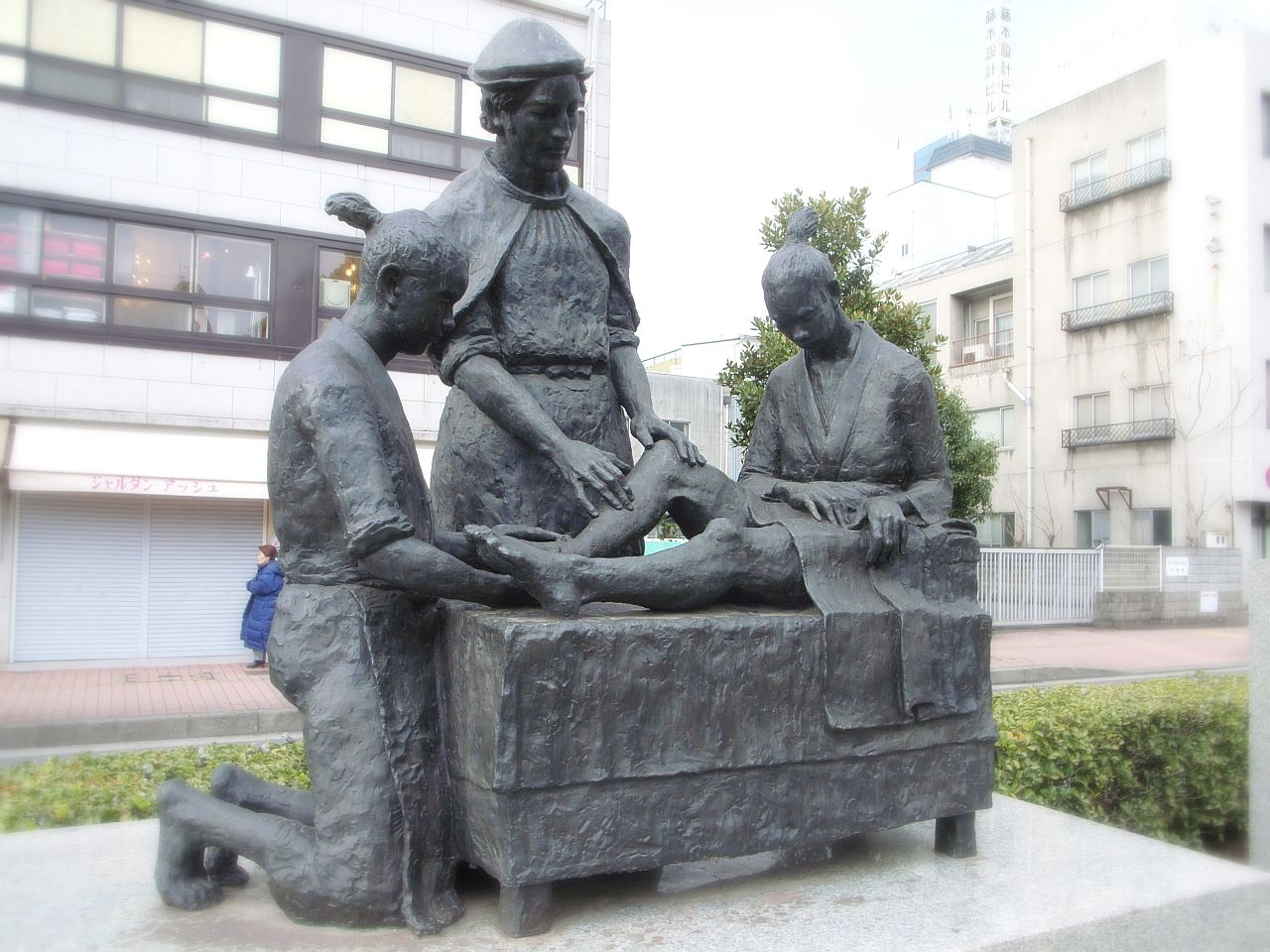
Estatua de Luís de Almeida, misionero jesuita e introductor de la cirugía en Japón

Las tasas de conversión al cristianismo en Japón han sido históricamente bajas y han experimentado fluctuaciones significativas, con períodos de crecimiento y estancamiento. Un aumento importante tuvo lugar en los siglos XVI y XVII, aunque este se estabilizó en las primeras dos décadas del siglo XXI, con un crecimiento moderado de la comunidad cristiana y la aparición de movimientos que buscan aumentar la participación. A pesar de estos esfuerzos, la mayoría de la población japonesa se identifica con religiones tradicionales, lo que limita la expansión del cristianismo en el país. El enfoque sincrético de la cultura japonesa hacia la religión dificulta las conversiones masivas, y aunque algunas personas se convierten influenciadas por la educación cristiana o experiencias personales, también hay quienes abandonan la fe cristiana debido a la presión social o la búsqueda de otras espiritualidades. Aunque el crecimiento de la comunidad cristiana es lento, algunas áreas urbanas han mostrado un ligero incremento en el interés por las enseñanzas cristianas, impulsado por la presencia de organizaciones misioneras internacionales. Sin embargo, los esfuerzos de evangelización suelen generar un interés cultural más que una adhesión real a la fe. Según una encuesta de 2006, aproximadamente el 12 % de los japoneses que practican activamente alguna religión se identifican como cristianos. A pesar de los desafíos para atraer nuevos miembros, especialmente entre las generaciones jóvenes, las comunidades cristianas en Japón continúan explorando diversos enfoques para expandirse, enfrentando las complejidades y dinámicas del panorama religioso en el país.

### Estrategias misioneras
Los jesuitas emplearon redes globales de información para compartir experiencias y mejorar sus técnicas de conversión. Utilizaron traducciones iniciales con términos budistas como Dainichi (usado para referirse al buda solar), luego corregidas a Deus (‘Dios’ en portugués) para evitar confusiones doctrinales.
La evangelización ha sido un aspecto fundamental del cristianismo en Japón, tanto en la historia como en la era moderna, con organizaciones misioneras, tanto nacionales como internacionales, que continúan promoviendo esta fe en el país. Estas organizaciones implementan diversas estrategias para atraer nuevos creyentes, esforzándose por adaptar el mensaje cristiano a la cultura local a través de métodos como la educación y el servicio social; sin embargo, a menudo enfrentan resistencia, lo cual limita su efectividad. En este contexto, la música góspel ha emergido como una herramienta clave de evangelización, ejemplificada en la historia de un japonés cuya conversión fue influenciada por el profundo impacto emocional de las letras de canciones cristianas.
Las organizaciones misioneras internacionales siguen desempeñando un papel significativo en la evangelización contemporánea en Japón, donde han apoyado a las comunidades locales y promovido diversas iniciativas de desarrollo, aunque su influencia en términos de conversiones ha sido limitada. En este contexto, la colaboración entre los misioneros y las comunidades locales ha buscado un equilibrio entre el respeto por las tradiciones culturales japonesas y la promoción de la fe, procurando adaptar los enfoques evangelizadores de manera que resulten respetuosos y compatibles con la identidad cultural del país.

### Figuras clave

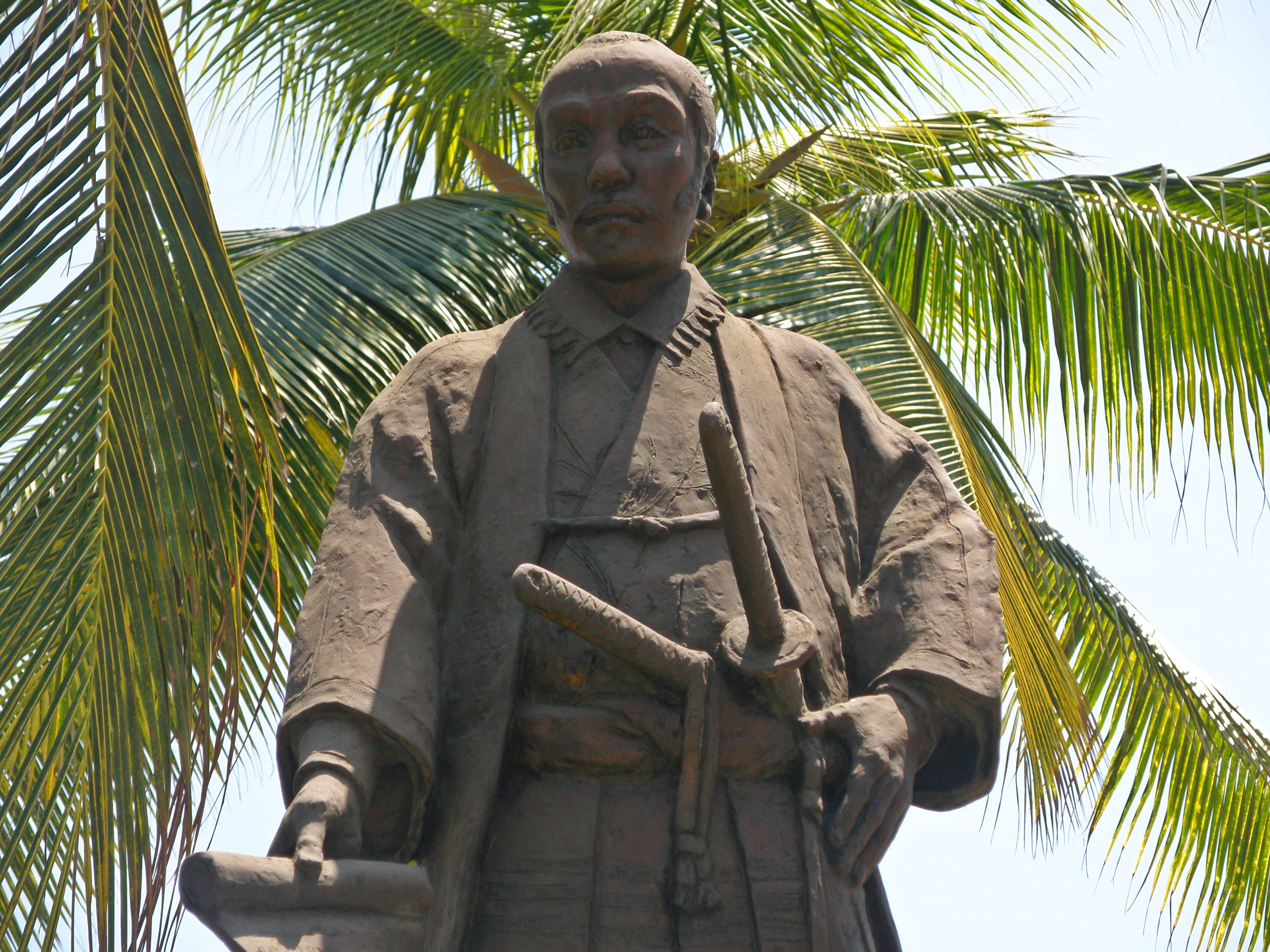
Monumento a Hasekura Tsunenaga en Acapulco (México)

Las misiones jesuitas y franciscanas impulsaron la conversión de cerca de trescientos mil japoneses en el siglo XVI.
Jerónimo de Angelis mantuvo su labor en la clandestinidad hasta su martirio en 1623 en Edo, consolidando la historia de los kakure kirishitan. La Compañía de Jesús combinó labor misional con traducción de textos. El científico español José de Acosta y el misionero italiano Alessandro Valignano promovieron la adaptación cultural y la producción de catecismos en japonés. El jesuita italiano Niccolò Lancillotto documentó en Goa (India) las primeras observaciones sobre la sociedad japonesa. Juan Fernández aprendió japonés y elaboró el primer manual lingüístico para futuros misioneros.
El franciscano Luis Sotelo fundó en 1611 la misión de Tōhoku con apoyo del daimio Date Masamune, quien autorizó la práctica cristiana en sus dominios. La embajada Keichō de 1613, encabezada por Hasekura Tsunenaga y acompañada por Sotelo, buscó alianzas con España y Nueva España, aunque generó desconfianza en el sogunato. Los frayes Marcelo de Ribadeneira y Diego Aduarte recogieron testimonios sobre conversos y la adaptación de imágenes budistas como la María Kannon.
Anjirō facilitó la traducción y el acceso de los jesuitas a la población local. En el dominio de Tsushima, los daimios Sō Yoshitoshi y Konishi Yukinaga (bautizado Agustín) favorecieron la conversión de súbditos y la llegada de criados cristianos.

### Difusión europea
Entre 1551 y 1600 se imprimieron 576 obras en Europa con referencias a Japón, muchas centradas en la misión cristiana. Giovanni Battista Ramusio compiló en 1554 relatos jesuíticos en su Delle navigationi et viaggi, influyendo en la percepción occidental de un Japón afín al cristianismo.

## Relaciones interreligiosas

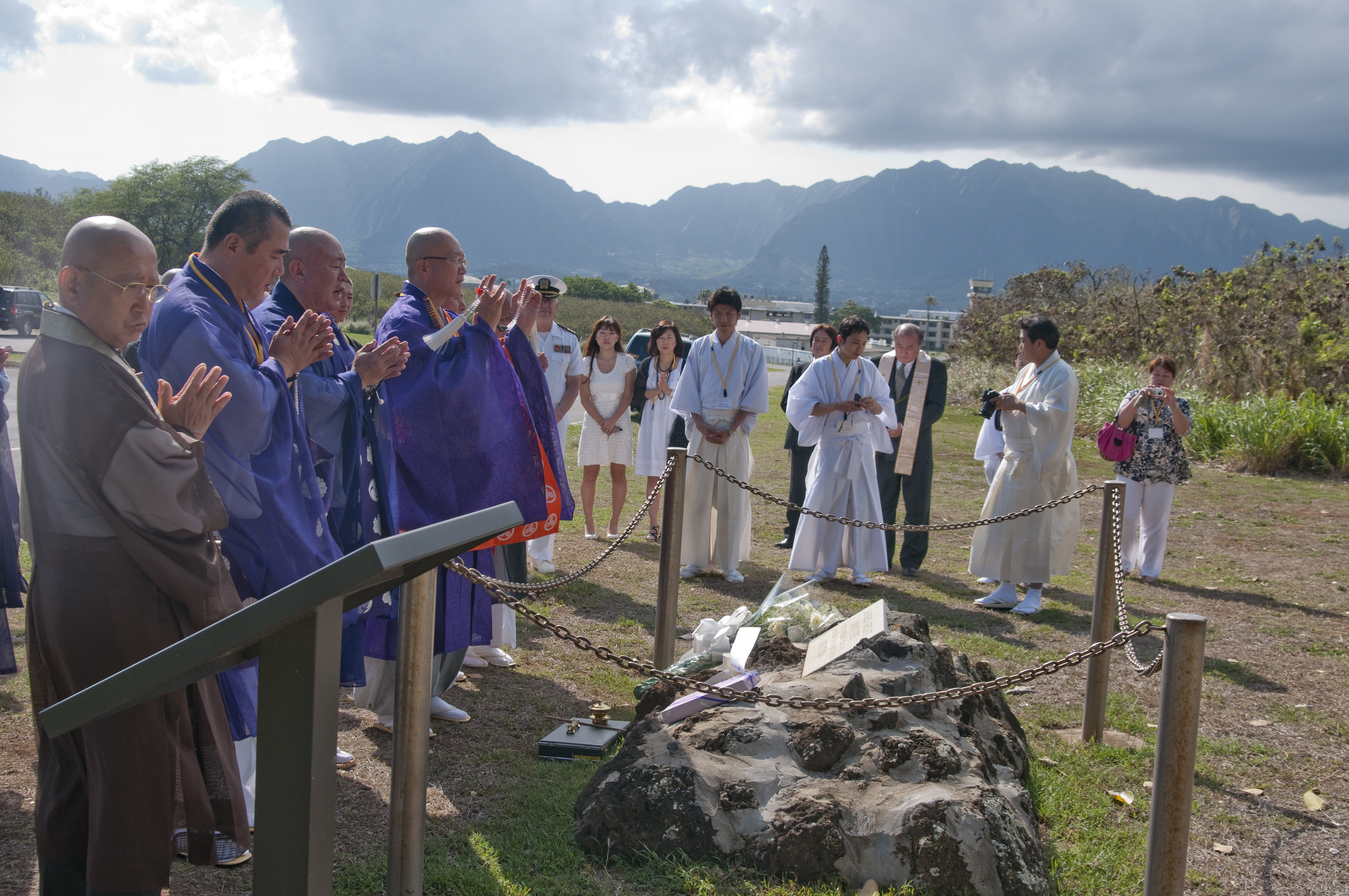
Cada año, miembros del Comité Religioso de Japón para la Federación Mundial visitan varios sitios conmemorativos en la base del Cuerpo de Marines de Hawái para orar por la paz el 7 de diciembre. El comité incluye funcionarios japoneses de congregaciones sintoístas, budistas y cristianas.

El cristianismo en Japón ha interactuado regularmente con el sintoísmo y el budismo, religiones predominantes en el país, estableciendo un diálogo que, en la mayoría de los casos, se ha desarrollado de manera pacífica y ha facilitado colaboraciones en causas comunes, como la educación y el trabajo social. No obstante, este diálogo no ha estado exento de tensiones, las cuales han surgido en distintos contextos y circunstancias. Su visión moral y su carácter monoteísta han generado tensiones con tradiciones religiosas japonesas más inclusivas y menos dogmáticas. En este escenario, los esfuerzos ecuménicos han buscado promover el entendimiento y la cooperación entre diversas tradiciones religiosas, fomentando la convivencia y el respeto mutuo entre las distintas comunidades religiosas del país.
En Japón, han existido diversos esfuerzos interreligiosos destinados a fomentar el diálogo y la colaboración entre comunidades de diferentes tradiciones religiosas, particularmente en el ámbito de iniciativas sociales, éticas y humanitarias. A pesar de estas iniciativas ecuménicas, han surgido tensiones que afectan la convivencia pacífica, especialmente en áreas donde los valores cristianos entran en conflicto con las creencias tradicionales locales. Estas tensiones se manifiestan en la dificultad para lograr una comprensión y aceptación mutua entre las distintas creencias, lo cual representa un desafío en la construcción de un diálogo significativo y sostenible entre las diversas tradiciones religiosas presentes en el país.
Los esfuerzos ecuménicos han sido impulsados tanto por varias organizaciones como por líderes cristianos, quienes buscan promover el entendimiento y la cooperación entre las diversas denominaciones cristianas y otras religiones. Estos esfuerzos se orientan hacia la creación de un espacio de diálogo y colaboración entre las comunidades cristianas y otras tradiciones religiosas, con el objetivo de fomentar la paz y la comprensión mutua en la sociedad japonesa.

## Cristianismo en la sociedad contemporánea
En el siglo XXI el cristianismo permanece marginal, con aproximadamente 1.1 % de la población confesando fe cristiana. La presencia en la cultura de masas, a través de manga, anime y videojuegos, ha aumentado la visibilidad de símbolos y narrativas cristianas.
Según un estudio realizado entre 2022 y 2023, solo el 20 % de la población manifiesta creencias en entidades espirituales o divinas. Este bajo teísmo ha limitado la expansión del cristianismo y ha mantenido su presencia como fenómeno periférico.

## Perspectivas futuras
Las tendencias en la era moderna sugieren una posible estabilización de la población cristiana en el país, impulsada por un renovado interés en las enseñanzas cristianas entre las generaciones jóvenes. Aunque el cristianismo continúa enfrentando el reto de integrarse en un entorno cultural predominantemente sintoísta y budista, y las conversiones masivas siguen siendo poco comunes, el interés en la espiritualidad en general parece estar en aumento, lo cual podría favorecer su aceptación futura. Sin embargo, este crecimiento potencial también se ve contrarrestado por desafíos como la creciente secularización de la sociedad y la competencia con otras formas de espiritualidad.
El cristianismo enfrenta desafíos en la necesidad de abordar las preocupaciones sobre la identidad nacional y la percepción pública del cristianismo, así como la búsqueda de un espacio más amplio en el panorama religioso japonés. Además, los desafíos incluyen la continua discriminación y la necesidad de encontrar su lugar en un panorama religioso diverso.
La búsqueda de una identidad cristiana en un contexto japonés es un tema que impulsa discusiones sobre cómo la fe puede integrarse en la vida diaria sin perder su esencia.
El crecimiento del cristianismo en Japón enfrenta desafíos, pero también presenta oportunidades a medida que la juventud japonesa muestra interés en explorar diferentes creencias y prácticas, lo que podría abrir nuevas puertas para esta religión. Aunque se espera que el crecimiento del cristianismo continúe siendo lento, se anticipa que las oportunidades para la expansión pueden surgir a través de la creciente conexión con movimientos internacionales y del uso de la música y otras formas de arte como medios de evangelización. En este contexto, las comunidades cristianas están explorando nuevas formas de crecer y conectarse con las generaciones más jóvenes, con el objetivo de mantener su relevancia en la sociedad japonesa moderna. Su continuidad podría depender de su capacidad para adaptarse culturalmente y mantener su contribución en ámbitos como la educación y el diálogo interreligioso.